# Managementul ciclului de viață al produsului

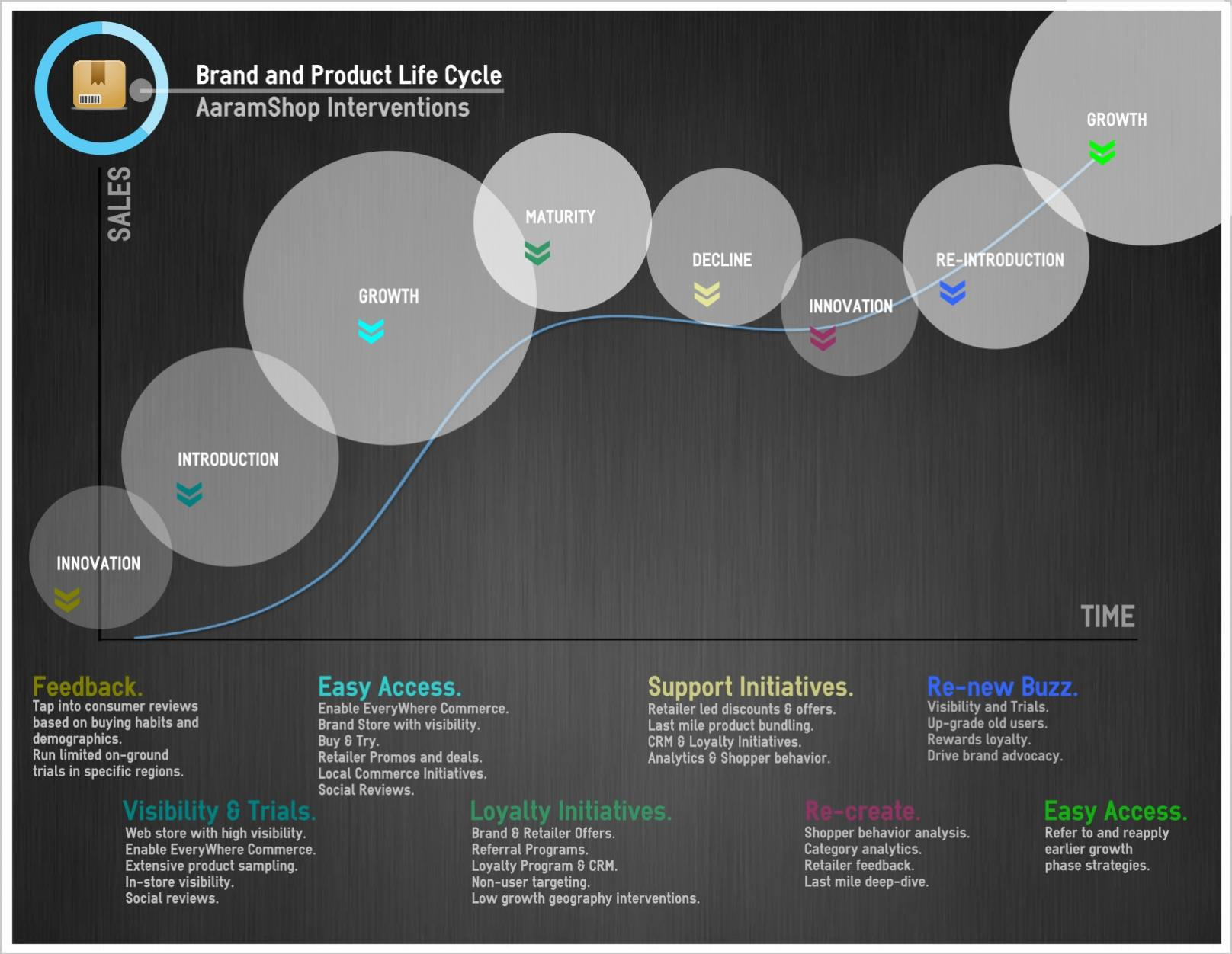
acest grafic explică cum AaramShop ajută mărcile FMCG / CPG în timpul ciclului de viață al produsului pe care îl oferă

Managementul ciclului de viață al produsului (PLM) este procesul gestionării întregului ciclu de viață al produsului, de la concepție, trecând prin proiectare și fabricație, până la service și eliminarea de pe piață. PLM integrează oameni, date, procese și sisteme de afaceri și reprezintă coloana vertebrală digitală a datelor despre produs, pentru companie și întreprinderea extinsă. PLM reprezintă o viziune atotcuprinzătoare pentru managementul tuturor datelor referitoare la proiectarea produsului, producția, suportul (service) și retragerea finală a produselor fabricate de pe piață. PLM este asociat cu fabricarea produselor, însă structura managementului poate fi utilizată și pentru dezvoltarea de software și furnizarea de servicii. Conceptele PLM au fost introduse inițial acolo unde siguranța și controlul erau extrem de importante, și anume în industria aerospațială, a dispozitivelor medicale, industrii militare și nucleare În ultimii ani, fabricanții de instrumentații, mașini industriale, electronică de consum, bunuri ambalate și alte produse industriale complexe au descoperit beneficiile soluțiilor PLM și au adoptat software PLM eficiente, în număr tot mai mare. PLM implică integrarea informațiilor despre cerințele pieței cu activitățile CAD, CAM, CAE, planificarea producției și fabricația digitală, precum și cu gestionarea datelor despre produs (PDM- Product Data Management). PLM poate fi considerat ca o integrare a instrumentelor CAD, CAM și PDM cu metode, oameni și procese în toate etapele vieții produsului. Software PLM poate fi utilizat pentru automatizarea managementului datelor referitoare la produs și integrarea datelor cu alte procese de afaceri, ca de exemplu Planificarea Resurselor Întreprinderii (ERP) și Sisteme de Execuție a Fabricației. Un Sistem de Execuție a Fabricației este un sistem de control pentru managerizarea și monitorizarea produsului în curs de execuție, la nivelul atelierelor fabricii. Software PLM permite companiilor să managerizeze întregul ciclu de viață al produsului, în mod eficient, de la generarea ideilor, proiectare și fabricație, inclusiv service și până la abandonare.
Managementul ciclului de viață al produsului (PLM) trebuie deosebit de managementul ciclului de viață comercială a produsului (engleză : Product life cycle management (marketing)). În timp ce PLM descrie aspectele de inginerie a produsului, de la generarea ideii, până la dezvoltarea produsului și viața lui utilă, managementul ciclului de viață comercială se referă numai la managementul comercial al vieții produsului pe piață, în privința măsurilor pentru vînzare și a costurilor. Scopul PLM este de a include aspectele referitoare la managementul informațiilor și proceselor create și utilizate pe parcursul „vieții” produsului. Obiectivele PLM constă în creșterea veniturilor aduse de produse,reducerea costurilor asociate produselor și maximizarea valorii portofoliului de produse.. PLM este considerat ca fiind parte integrantă a modelului producției suple (engleză :lean production).

## Definiții alternative
În prezent, nu există o definiție descriptivă standard, unanim acceptată a managementului ciclului de viață al produsului. În afară de definițiile prezentate în „Introducere”, există și alte formulări ale acestui concept. Astfel, Antti Saaksvuori și Anselmi Immonen (2004) consideră că: „Managementul ciclului de viață al produsului este un concept sistematic, controlat pentru managerierea și dezvoltarea produselor și a informațiilor referitoare la produse. PLM oferă managementul și ținerea sub control a proceselor produsului: dezvoltarea produsului, realizarea producției și marketingul produsului, procesul de fabricație și livrare la comanda clientului, controlul informației referitoare la produs, pe tot parcursul ciclului de viață.” Esența PLM este crearea, păstrarea și stocarea informațiilor referitoare la produsele și activitatea companiei, cu scopul de a asigura găsirea rapidă și ușoară, rafinarea, distribuirea și reutilizarea datelornecesare pentru operațiunile zilnice.
CIMdata definește PLM ca fiind:
-O abordare strategică a afacerilor care aplică un set consistent de soluții de afaceri ce sprijină crearea în colaborare, managementul, diseminarea și utilizarea informațiilor de definire a produselor, în întreprinderea extinsă, de la concepție până la sfârșitul vieții, integrând oameni, procese, sisteme de afaceri și informații. PLM se referă în principal la managementul reprezentării digitale a acestei informații.
-PLM sprijină întreprinderea extinsă (clienți, parteneri de proiectare și furnizori).
-Se extinde de la concepție până la sfârșitul vieții produsului sau instalației.
CIMdata Inc. (op.cit.) utilizează denumirea „instrumente de creare a informației” pentru aplicații de dezvoltare a configurației produsului, care se extind de la CAD mecanic și electronic până la ingineria software asistată de calculator (CASE) și până la editarea tehnică (de exemplu, pachete de birotică care rulează pe calculator). Alt software inclus în aceste instrumente de creație este CAM (Computer Aided Manufacturing -Fabricația asistată de calculator). Prin definirea și planificarea succesiunii operațiilor de fabricație, inclusiv a geometriei, a parametrilor de prelucrare și a resurselor de prelucrare, sistemele CAM pot genera și elabora postprocesori și pot documenta programe NC pentru scule așchietoare. Elementele PLM sunt următoarele: tehnologii și standarde de bază (XML-Extensible Markup Language, vizualizare, colaborare, integrarea aplicațiilor în întreprindere), instrumente de creare și analiză a informațiilor (proiectare mecanică, proiectare electronică -ECAD, inginerie software, de ex. CASE, editare tehnică, analiză cu element finit etc.), funcțiuni esențiale (managementul documentelor și conținutului,, fluxul de lucrări, structurarea produsului, managementul programelor etc.), aplicații funcționale (managementul configurației, controlul schimbărilor în proiecte etc.), soluții de afaceri (introducerea noilor produse, colaborări în lanțul de aprovizionare etc.). CIMdata Inc. definește ciclul de viață general al produsului ca fiind compus din trei cicluri de viață majore care interacționează, acestea fiind:
- Definirea produsului;
- Definirea producției produsului;
- Suportul operațional (managerierea resurselor întreprinderii).

Definirea produsului include informații complete asupra modului în care produsul este proiectat, fabricat, exploatat sau utilizat, supus service-ului și apoi retras și demontat, când devine învechit.
Ciclul de viață al producției se concentrează pe produsul livrabil -un bun fizic și include toate activitățile asociate cu producția și distribuția produsului. Acesta descrie cum să se producă, să se fabrice, să se manevreze inventarul și să fie livrat produsul. Sistemul ERP este aplicația esențială pe întreprindere care adresează producția produsului.
Suportul operațional se concentrează pe managementul resurselor esențiale ale întreprinderii : resurse umane, financiare etc. 
PC Magazine Encyclopedia formulează următoarea definiție: „PLM este un sistem cuprinzător de informații care coordonează toate aspectele produsului, de la conceptul inițial până la eventuala sa retragere. Uneori denumit „coloana vertebrală digitală” a produsului, acesta include faza cerințelor pentru produs, fazele de analiză și proiectare, de fabricație, de lansare a produsului, de distribuție, asigurarea calității, mentenanța în service, și aprovizionarea cu piese de schimb.” Termenii PLM și PDM (engleză :Product Data Management) sunt uneori folosiți în mod interschimbabil; totuși, PDM constituie numai o componentă referitoare la manipularea datelor, în cadrul sistemului PLM. Elementele principale ale unui sistem PLM, care trebuie să fie intercorelate sunt: Managementul Cerințelor, Managementul datelor produsului , Managementul Configurației, Managementul Proiectelor și Programelor, Instrumente software de creație (CAD, CAM, CAE și aplicații de planificare a produselor). Software PLM servește ca un punct central sau distribuitor (engleză :hub) pentru datele referitoare la produs, asociat cu sisteme software CAD, ERP, CRM (Managementul Relațiilor cu Clienții), SCM (Managementul Lanțului de Aprovizionare). 
PLM Technology Guide subliniază că sistemele PLM automatizează în mod predominant lanțul proceselor tehnice. Astfel de procese care sunt automatizate cu sisteme PLM includ: 
- Management (Dezvoltarea noilor produse, Managementul Proiectelor, Managementul Cerințelor, Managementul Schimbării);
- Vânzări și Marketing;
- Inginerie;
- Surse de aprovizionare;
- Asigurarea calității;
- Fabricație;
- Service și suport pentru clienți.

Conform Active Sensing, Inc. (2009), op. cit., PLM poate fi considerat ca fiind : a) un depozitar pentru toate informațiile care afectează produsul; b) un proces de comunicare între părțile interesate (engleză :stakeholders): în principal, marketingul, ingineria, fabricația și service-ul pe teren. PLM este procesul de manageriere a proiectării produsului, a informației asupra producției și mentenanței.
Elementele esențiale ale PLM sunt:
- Manageriază documentele de proiectare și ale proceselor, inclusiv documente care definesc performanțele, atributele fizice și funcționale ale produsului;
- Construiește și ține sub control înregistrările listei de materiale (structura produsului);
- Oferă un depozit (engleză :repository) de fișiere electronice;
- Identifică conținutul materialelor pentru conformitatea cu mediul;
- Permite alocări ale sarcinilor concentrate pe itemuri;
- Permite managementul proceselor și al fluxului de lucrări pentru aprobarea schimbărilor;
- Controlează accesul securizat al utilizatorilor multipli, inclusiv „semnătura electronică”;
- Exportă datele pentru sistemul ERP.

PLM poate servi ca un depozit central pentru informații secundare, de exemplu note de aplicații pentru vânzători, cataloage, feedback-ul clienților, planuri de marketing și alte informații obținute  în cursul vieții produsului.
John Stark (2005) formulează următoarea definiție: „PLM este o activitate de management a produselor unei companii pe tot parcursul ciclului lor de viață, în modul cel mai eficient.” PLM este activitatea de management a produsului în întregul său ciclu de viață, asigurându-vă că totul funcționează bine în privința produsului și că produsul generează bani pentru companie. Obiectivele PLM sunt creșterea veniturilor generate de produs, reducerea costurilor referitoare la produs și maximizarea valorii portofoliului de produse. PLM ajută compania să-și introducă produsele pe piață mai rapid, oferă un suport mai bun pentru utilizarea lor de către clienți și manageriază mai bine perioada de „sfârșit al vieții”. PLM este o activitate cu caracter holistic care adresează multe componente, ca de exemplu produse și date asupra produselor, servicii, structura organizației, metode de lucru, procese, oameni, structuri de informații și sisteme de tehnologia informației și comunicațiilor, proceduri și standarde.. Această definiție dată de John Stark este foarte largă și deschisă interpretărilor însă este de notat similaritatea cu definiția mai concentrată a managementului configurației, formulată de Frank B. Watts (2008) : Managementul configurației este o abordare de proces asupra planificării, identificării, controlului și urmăririi configurației produsului, de la ideație pe tot parcursul ciclului de viață, cu cost minim. Datorită similarității acestor definiții, unii autori consideră că pentru scopuri practice de implementare, termenul modern la modă „PLM” este ,în esență, o versiune extinsă a managementului configurației, cu controlul documentelor de inginerie în fondul său. În această privință, PLM nu este un concept nou (Rosen, Jason, 2010, op. cit.). De notat că managementul configurației se concentrează în general pe activitățile tehnice și organizaționale care stabilesc și mențin controlul unui produs și al informațiilor referitoare la configurația produsului...(SR ISO 10007:2005, punctul 3.6) Informațiile asupra configurației produsului se referă la cerințe pentru proiectarea, realizarea, verificarea, funcționarea și susținerea produsului.
Caracterul holistic al conceptului PLM rezultă și din următorul enunț: "PLM este un concept holistic al afacerii care include nu numai produse, documente și liste de materiale (BOM), ci și rezultatele analizelor,specificații și rezultate ale testelor, informații asupra componentelor mediului, cerințe pentru produs, dispoziții de schimbare, proceduri de fabricație, informații asupra performanțelor produsului, asupra furnizorilor componentelor etc.". Antti Saaksvuori (2009),op.cit., clarifică definiția PLM, care poate fi divizată în patru entități interconectate:
1. Definirea ciclului de viață al produsului;
  - Fazele ciclului de viață precum și caracteristici și criterii ale fazelor;
2. Managementul ciclului de viață al definirii produsului (adică evoluția definirii produsului și informația asociată) care include:
  - Proiectarea produsului;
  - Documentația externă a produsului;
3. Managementul ciclului de viață al unității de producție individuale:
  - Realizarea produsului;
  - Mentenanța produsului;
4. Managementul afacerii referitoare la produs:
  - Managementul portofoliului de produse;
  - Managementul profitabilității produsului.

Dassault  Systemes  a elaborat o definiție „orientată spre clienți” : PLM oferă un mediu global pentru crearea și managementul cunoștințelor digitale asupra produsului. Pentru clienți, aceasta înseamnă a fi capabil de a proiecta și a reda produsul în mod virtual și a simula procesele din fabrică ce produc produsul. Produsul virtual este o reprezentare digitală care caracterizează ,definește și se referă la produsul fizic real. Datorită vizualizării 3D și flexibilității conținutului digital, toate procesele - de la proiectare, continuând cu marketingul, mentenanța și reciclarea - pot participa la reutilizarea și amplificarea informației asupra produsului... Dassault Systemes dezvoltă și comercializează software de aplicații PLM care sprijină procesele industriale și oferă o viziune 3D a întregului ciclu de viață, de la concepție până la mentenanță. Ofertele PLM ale Dassault Systemes sunt organizate în jurul brandurilor CATIA, SIMULIA, DELMIA, ENOVIA și 3DVIA.
O definiție a PLM care evidențiază procesele majore ale acestuia este dată de WordIQ Dictionary : „Managementul ciclului de viață al produsului sau PLM este procesul de managerizare a întregului ciclu de viață al produsului, de la concept și faza de proiectare, analiza produsului (Analiza cu element finit), continuând cu planificarea, vizualizarea și marketingul, până în momentul în care utilizatorul retrage produsul care nu mai are utilizare (managementul deșeurilor sau reciclare)”.
Semnificația PLM poate fi clarificată pe baza definiției recente dată de Sergio Terzi et. al (2010): PLM poate fi definit ,în sens larg, ca un model de afaceri orientat pe ciclul de viață al produsului, sprijinit pe tehnologia informației și comunicațiilor în care datele referitoare la produs sunt împărțite între actori, procese și organizațiile din diferitele faze ale ciclului de viață al produsului, pentru realizarea performanțelor și sustenabilității dorite pentru produs și pentru serviciile asociate.

## Elemente incluse în soluțiile PLM
Elementele incluse în soluțiile PLM sunt structurate pe următoarele domenii de management pe parcursul ciclului de viață al produsului:
٭managementul datelor și informațiilor asupra produsului;
٭managementul dezvoltării în colaborare a noilor produse;
٭managementul documentelor și al conținutului asociat acestora;
٭managementul cerințelor: funcționale, performanțelor, calității, costurilor, factori fizici, interoperabilitate, timp etc;
٭managementul portofoliului de produse și familiilor de produse, managementul proiectelor și programelor;
٭managementul activelor, de exemplu: mașini și instalații, facilități, echipamente pe liniile de produse etc.;
٭managementul furnizorilor de componente;
٭managementul relațiilor cu clienți;
٭informații în procesul de exploatare care sprijină service-ul post-vânzare, inclusiv aprovizionarea cu piese de schimb.
Crearea informațiilor de definire a produsului include utilizarea instrumentelor software de proiectare mecanică, de exemplu CAD, CAM, CAE, CASE (Computer-Aided Software Engineering), aplicații de planificare a proceselor etc. și de proiectare electronică, de exemplu ECAD. Aplicațiile de publicații tehnice (manuale de service, ghiduri de utilizare, instrucțiuni de asamblare etc.) utilizate pentru a crea documentația folosită pentru a defini și sprijini produsul pe parcursul ciclului său de viață sunt incluse în scopul PLM. Domeniile de management abordate în mediul PLM nu se limitează la cele menționate mai sus.

## Istoria apariției PLM
Termenul PLM nu a existat până în anul 1999. Anterior acestui an, ceea ce se referea la managementul datelor tehnice asupra produsului era denumit managementul datelor produsului (PDM- Product Data Management) sau ,uneori, managementul datelor de inginerie (EDM). Mulți furnizori de software PDM își aveau originea în CAD, CAM și/sau CAE, iar scopul principal al sistemelor PDM era managementul și controlul structurilor mari și complexe de date ale sistemelor CAD/CAM/CAE/CAx. În anul 1999, sistemele principale PDM au inclus funcționalități pentru managementul de documente, managementul configurației/BOM, managementul și controlul fluxului de lucrări de bază. Apoi PLM a fost introdus și adoptat rapid de majoritatea furnizorilor de software, care au văzut oportunitatea de a poziționa PLM ca o aplicație de întreprindere și de a-l diferenția de punctul de vedere al datelor de inginerie și CAx (tehnologii asistate de calculator pentru proiectare și fabricație) ale PDM. Actualmente, există un consens că PDM este concentrat pe managementul datelor CAx, în timp ce PLM cuprinde managementul larg pe întreprindere al tuturor datelor referitoare la produs și al proceselor, de la concepție (ideație) până la sfârșitul vieții produsului. Sistemul PDM este o subcategorie esențială a sistemului mai larg al PLM și în mod tipic constituie numai componenta de manipulare a datelor în PLM. Sistemul PDM include următoarele elemente de bază ale soluțiilor PLM:
- Managementul depozitelor de date și managementul documentelor;
- Managementul structurii produsului;
- Managementul proceselor, utilizând fluxuri de lucrări;
- Managementul clasificărilor (pieselor, componentelor, pe baza unor scheme de clasificare, atribute, coduri etc.)
- Managementul programelor și proiectelor.

## Beneficii obținute
Avantajele care se obțin prin aplicarea PLM sunt:
- impulsionarea inovării;
- accelerarea obținerii de venituri;
- creșterea productivității;
- reducerea costurilor prin intermediul asigurării digitale a proceselor de fabricație;
- îmbunătățirea calității produselor și reducerea costurilor referitoare la calitate cu 20 % ;
- scurtarea timpului până la introducerea produsului pe piață (cu aproximativ 30 %);
- economii prin reutilizarea datelor originale;
- reducerea costurilor de dezvoltare a produselor cu 24 %.

## Categorii de produse care utilizează PLM
Soluțiile PLM pot oferi suport pentru o gamă largă de „produse”. Exemple de „produse” includ produse fabricate cum sunt automobile, calculatoare, frigidere, telefoane mobile, jucării și avioane. Multe produse conțin azi software, microprograme (engleză :firmware) și componente electronice ale căror date trebuie managerizate. Multe organizații au active cu durată mare de utilizare cum sunt rețele de distribuție utilitare, de exemplu de electricitate, de telecomunicații, de apă, de gaze și cablu TV sau facilități ca instalații, clădiri, aeroporturi, porturi, sisteme feroviare și depozite de logistică. Soluții PLM sunt folosite în industria petrolieră, chimică, alimentară, farmaceutică etc. Alte „produse”  includ poduri, autostrăzi și alte proiecte de inginerie civilă. Organizații din multe sectoare industriale au utilizat cu succes soluții PLM pentru a manageriza informații asupra produselor de-a lungul ciclului de viață, pentru toate aceste „produse”.
În categoria foarte largă de „produse” trebuie luate în considerare inclusiv produse non-tangibile cum sunt software și algoritmi.

## Fazele managementului ciclului de viață al produsului
PLM nu trebuie considerat ca un singur produs software ci ca o colecție de instrumente software și metode de lucru integrate, fie pentru a adresa o fază unică a ciclului de viață al produsului, fie pentru a conecta diferitele sarcini sau pentru a manageriza întregul proces.
Fazele managementului ciclului de viață al produsului sunt:
- Concepție;
- Proiectare;
- Realizare;
- Service.

Concepția. Prima fază în dezvoltarea ideii de produs este definirea cerințelor sale, pe baza punctelor de vedere ale clienților, companiei, pieței și reglementărilor în vigoare. Din aceste cerințe pot fi definite specificațiile produsului care includ parametrii tehnici principali. În vederea rezolvării acestei faze sunt disponibile software pentru Managementul Cerințelor. Odată cu specificarea cerințelor, în prima fază se definește estetica produsului și principalii parametri funcționali.
Proiectarea. In această fază începe proiectarea și dezvoltarea detaliată a produsuluui, continuând cu testarea prototipului, producția pilot și lansarea completă a produsului.  Principalul instrument folosit pentru proiectare și dezvoltare este CAD (Computer Aided Design). Se poate utiliza desenarea simplă în 2D sau modelarea parametrică 3D prin solide sau prin suprafețe. Împreună cu crearea geometriei produsului are loc analiza componentelor și asamblării produsului. Sarcinile de simulare, validare și optimizare sunt efectuate folosind software CAE (Computer Aided Engineering), fie integrat în CAD, fie separat. Prin pachete software se efectuează Analiza Tensiunilor, Analiza cu elemente finite, Cinematica, Simularea Evenimentelor Mecanice. Prin intermediul software CAQ (Computer Aided Quality) se rezolvă sarcinile de analiză a toleranțelor dimensionale.
Realizarea produsului. Se referă la ansamblul proceselor utilizate pentru a crea produsul. Aceste procese includ sarcini CAD cum sunt proiectarea sculelor, elaborarea instrucțiunilor de prelucrare pe mașini-unelte CNC pentru componentele produsului, crearea sculelor și echipamentelor pentru fabricarea pieselor. Vor fi necesare instrumente de analiză pentru simularea proceselor de turnare și matrițare. Odată ce procesul de fabricație a fost identificat, intervine Managementul Proceselor de Fabricație, care manageriază procesele de fabricație ce vor fi folosite pentru fabricarea, asamblarea și efectuarea inspecției produselor finale (vezi Fabricație, secțiunea Managementul Proceselor de Fabricație). Acesta implică CAPE (Computer Aided Production Engineering -Ingineria Producției Asistată de Calculator) sau instrumente CAP/CAPP (CAPP are semnificația: Computer-Aided Process Planning, în traducere, Planificarea Proceselor Asistată de Calculator), pentru simularea amplasării utilajelor și a producției. De exemplu, simularea liniei de prese. Pot fi simulate și analizate linii tehnologice virtuale sau celule de fabricație. Utilizatorii pot vizualiza și evalua comportarea roboților, a sistemelor de fixare și a operatorilor Odată ce componentele au fost fabricate, forma lor geometrică și dimensiunile pot fi verificate în raport cu datele CAD originale, prin utilizarea echipamentelor și software CAI (Computer Aided Inspection -Inspecția Asistată de Calculator).
Strategia PLM susține, între altele, o serie de procese referitoare la produs și anume:
٭planificarea și dezvoltarea produsului;
٭întreținerea produsului;
٭achiziții;
٭planificarea producției și producția;
٭vânzări (tehnice);
٭exploatarea și deservirea produsului;
٭scoaterea din funcțiune a produsului.
PDA Tech Group a elaborat o matrice pentru managementul ciclului de viață al produsului care conține fazele proceselor asociate cu produsul, de la concepție, trecând prin proiectare, producție și lansare. Aceste faze sunt:
Faza 1 -Concepție/Idee;
Faza 2 -Specificații preliminare și arhitectura produsului;
Faza 3 -Analiza economico-financiară a afacerii;
Faza 4 -Specificații finale și dezvoltarea proiectului;
Faza 5 -Testare și validare;
Faza 6 -Producție;
Faza 7 Susținere;
Faza 8 -Sfârșit.

## Componentele sistemelor PLM
Sistemele PLM sunt instrumente care asistă corporațiile în implementarea conceptelor PLM. Funcționalitatea sistemelor PLM poate fi obținută prin componentele specifice sistemelor PLM:
- Infrastructura TI;
- Arhitectura modelării informaționale a produsului;
- Mediul și toolkit-ul de dezvoltare;
- Un set de aplicații în afaceri.

Infrastructura TI include hardware, software și tehnologiile Internetului. Arhitectura modelării informaționale a produsului include ontologia produsului și standarde de interoperabilitate. Mediul de dezvoltare  și Toolkit-ul (kit-ul cu instrumente) oferă mijloace pentru construirea aplicațiilor în afaceri și pot include partea de bază ( de ex. geometrie, matematică etc.), instrumente de vizualizare, mecanisme și standarde de schimb de date și baze de date.
Aplicațiile în afaceri pot include soluții customizate (personalizate), soluții cu aplicare largă în diferite industrii (aerospațială, de automobile etc.), soluții cu aplicare largă în întreprinderi (PDM, ERP, SCM etc.), module de aplicații (CAD, CAM, CAE etc.).

## Service
Faza finală a ciclului de viață implică managementul informațiilor asupra service-ului, oferind clienților și inginerilor din service informații suport pentru reparații și mentenanță, precum și informații referitoare la gestionarea deșeurilor și reciclare. Aceasta implică instrumente software ca de exemplu MRO (Maintenance, Repair and Overhaul -în traducere: Mentenanța, Reparații și Revizii generale). Una dintre funcțiunile software MRO este configurarea listei de materiale (engleză : bill of materials -BOM). Lista de materiale este o listă a pieselor, componentelor, subansamblurilor și ansamblurilor intermediare, necesare pentru a construi produsul final, precum și a cantităților acestora. Pentru faza de „Service” este utilă lista de materiale (de piese sau componente) care vor fi supuse mentenanței pe parcursul ciclului de viață (engleză : SBOM -Service BOM).

## Software PLM
Au fost elaborate numeroase software PLM, dintre care fac parte:
- Teamcenter, produs de compania Siemens PLM Software;
- ENOVIA MatrixOne și ENOVIA SmarTeam - produse ale Dassault Systemes;
- SAP PLM;
- Windchill, produs de PTC;
- Oracle  PLM;
- Software as a service (SaaS) - un software la cerere al companiei Arena Solutions.

În multe aplicații, PLM se referă la un set de instrumente software, utilizate pentru prelucrări mecanice, analiză și fabricație, pentru a sprijini produsele de la concepția inițială, continuând cu distribuția și retragerea de pe piață. O dată ce a fost asamblat din diferite programe software, un sistem PLM va manageria specificațiile și formulele produsului, va oferi antecedente ale producției și va urmări calitatea totală a produsului.
Datorită naturii și etapelor implicate în PLM, software tind să fie centrate în jurul ingineriei.
Procesele PLM sunt „acoperite” de software aplicative disponibile în prezent, cum sunt:
- concepția asistată de calculator (CAD);
- ingineria asistată de calculator (CAE);
- managementul documentelor tehnice;
- managementul configurației (CM -engleză : configuration management);
- managementul schimbărilor (engleză :change management);
- managementul cunoașterii;
- managementul proiectelor.

Aceste software aplicative sunt integrate pentru a conecta diferitele sarcini din ciclul de viață al produsului sau pentru a manageriza întregul proces.

## Instrumente și standarde pentru PLM
Există o serie de standarde și instrumente pentru transferul și descrierea structurată a datelor referitoare la produse, în timpul ciclului lor de viață:
1. CALS (acronim pentru Continuous Acqusition and Lifecyle Support) este un standard elaborat de Ministerul Apărării din Statele Unite (Department of Defense) pentru transferul electronic al informației tehnice între sisteme IT separate. Standardul CALS poate transfera orice fel de informații, inlusiv texte și grafice, între diferite sisteme. CALS conține câteva standarde diferite : standardul SGML (Standard Generalized Markup Language) -ISO 8879,  formatul IGES (Initial Graphics Exchange Specification) pentru transferul fișierelor CAD și EDI (Electronic Data Interchange) pentru transmiterea documentelor comerciale, cum sunt note de comandă sau facturi.
2. STEP (acronim pentru Standard for the Exchange of Product model data) -ISO 10303 cu titlul: Automation Systems and Integration -Product Data Representation and Exchange este un standard internațional bazat pe ideea modelelor de produs, pentru reprezentarea datelor standardizate ale produselor. Ideea centrală a STEP este de a face posibil transferul datelor produsului între diferite departamente din companii și între companii diferite, organizații și utilizatori separați, cu diferite aplicații software, pe întregul ciclu de viață al produsului. Prin intermediul STEP, transferul de date are loc printr-un model al unui produs standard, de tip neutru  (independent comercial) și formate de fișiere standardizate, interfețe de programare și protocoale de aplicații. Obiectivul standardului este de a face posibilă conexiunea într-o totalitate funcțională a următoarelor programe:
- Proiectare asistată de calculator (CAD);
- Planificarea proceselor asistată de calculator (CAPP);
- Fabricarea asistată de calculator (CAM).

STEP este în prezent cel mai cuprinzător standard pentru a adresa necesitățile schimbului de date geometrice.
3. DXF (acronim pentru Drawing Exchange Format -format pentru schimbul de desene) este un format de fișier CAD, dezvoltat inițial pentru programul AutoCAD și utilizat pentru a facilita transferul de fișiere de grafică între diferite aplicații. DXF nu este adecvat pentru transferul modelelor de solide 3D.
4. IGES este un format standard de fișier, dezvoltat pentru transferul informației grafice -desene și modele -în 2D și 3D. IGES este un format de fișier care poate fi citit de aproape toate software CAD.
5. SGML, ISO 8879, este limbajul standard de descriere generală pentru structura și conținutul unui document. SGML face posibil să se prezinte informația conform cu un model de date. Descrierea modelului de date este numită DTD (Document Type Definition). SGML face posiblie stocarea electronică a documentelor precum și regăsirea, documentelor, transferul și revizuirea lor, indiferent de aplicații sau de echipamentul folosit.
6. XML (Extensible Markup Language) este un subset al SGML , fiind un limbaj de descriere standardizat pentru prezentarea structurată a informației. Informația structurată poate conține diferite tipuri de conținuturi, inclusiv text și imagini, precum și descrieri ale conținuturilor. Specificația XML definește un document XML care este bine-format, adică satisface o listă de reguli de sintaxă, prevăzute în specificație. Un document XML poate fi valid , ceea ce înseamnă că acesta conține o referință la o Definire a Tipului de Document (DTD) și că elementele și atributele sunt declarate în DTD și respectă regulile gramaticale. Multe dintre noile sisteme de PLM suportă transferul informației XML.
7. UML (acronim pentru Unified Modeling Language) este un limbaj de modelare a obiectelor, dezvoltat și standardizat de Object Management Group (OMG) în 1997. UML constă din nouă tipuri de diagrame separate, fiecare dintre ele descrie o caracteristică statică sau dinamică completă. Forța UML constă în abilitatea de a descrie tipuri foarte diferite de procese, în mod flexibil, fără standardizarea conținutului proceselor.

## Viitorul PLM
În întreprinderile de fabricație, PLM a ajuns în faza matură de evoluție. Multe corporații mari, multinaționale (de exemplu fabricația de electronice, industria farmaceutică etc.) au structurat procesele PLM și sistemele PLM-IT de suport implementate- cel puțin la anumite părți ale organizației. În următorii cinci ani, în jurul anului 2016, PLM va evolua semnificativ și va face o breșă în noi domenii ale corporațiilor, cum sunt luarea deciziei de execuție, implicarea inovației și a clienților, suportul întregului ciclu de viață, nu numai al ciclului de viață de definire a produsului. Spre anii 2016 PLM își va mări amprenta în industria serviciilor și va „străpunge” noi domenii : domeniul întreprinderilor mici și mijlocii, utilități, construcții, industria încălțămintei și industria modei, industria alimentară, industrii de proces și de bunuri ambalate pentru consumatori etc. Dezvoltarea substanțelor farmaceutice și a biotehnologiilor se va produce printr-o deplasare de la aplicații punctuale la medii informaționale integrate cuprinzătoare.

## Managementul ciclului de viață în buclă închisă
Managementul ciclului de viață în buclă închisă (engleză :Closed Loop Lifecycle Management -CL2M) este o dezvoltare și o extensie a conceptului „Managementul ciclului de viață al produsului”. CL2M permite colectarea datelor de identificare, procesarea și schimbul informațiilor dorite pe tot parcursul ciclului de viață al unei entități, de la faza de începutul vieții (BOL), continuând cu faza de mijloc al vieții (MOL) și până la faza de sfârșit al vieții (EOL), cu scopul luării în considerare a acestor faze nu în mod individual și izolat, ci accentuând analiza consecinței fluxurilor de informații și fluxurilor de materiale fizice, de la o fază la alta. Faza de început al vieții (BOL) include dezvoltarea noului produs și procesele de proiectare și fabricare. Proiectarea cuprinde proiectarea produsului, proceselor și a unităților de producție. Faza de mijloc al vieții produsului (MOL) include colaborarea cu furnizorii, managementul datelor referitoare la produs și managementul garanției.Faza de mijloc MOL include distribuția (logistica externă), utilizarea și suportul (în termenii reparării și mentenanței). În faza de mijloc MOL produsul este în posesia clientului (utilizatorului). Faza de sfârșit al vieții (EOL) se referă la renunțarea la produs, care este reciclat sau abandonat. În faza de sfîrșit al vieții, produsul poate fi recolectat în posesia companiei (logistica inversă) pentru a fi reciclat (dezasamblat, refabricat, reutilizat etc.) sau este eliminat. Caracteristicile colectării, procesării și schimbului de informații din ciclul de viață, împreună cu tehnologiile asociate (tehnologii de identificare, de comunicații, de procesare a datelor etc.) sunt aplicabile la toate categoriile de cicluri de viață, de exemplu în lanțuri de aprovizionare, în urmărirea descendenței produselor alimentare, în aplicații din industria farmaceutică sau în sectorul îngrijirii sănătății, așadar nu numai la ciclul de viață al produselor ci și al serviciilor.
Conceptul CL2M a fost prima dată adoptat în proiectul PROMISE, finanțat de UE; acest proiect extinde conceptul PLM tradițional și integrează datele sensorilor și datele „evenimentelor ciclului de viață”  în cadrul PLM, permițând ca aceste informații să fie disponibile pentru diferiții actori din ciclul de viață al unui produs individual (manageri, proiectanți, operatori de mentenanță și service, reciclatori etc.), care pot să urmărească și să controleze informația asupra produsului în orice fază a ciclului său de viață. Utilizarea dispozitivelor de informații încorporate în produs (PEID) poate ajuta la închiderea buclelor de informații între diferitele faze din ciclul de viață al produsului. Dispozitivele PEID sunt un exemplu de implementare a Identificării Automate și Capturii Datelor (AIDC). Arhitectura PROMISE cuprinde toate tehnologiile AIDC, inclusiv etichete de identificare în radio-frecvență (RFID), coduri de bare, tehnologiile sensorilor și alte tipuri de tehnologii emergente, de exemplu biometrie. Etichetele RFID sunt similare cu etichetele electronice utilizate de magazine pentru a preveni furtul mărfurilor, însă pot conține mai multe informații asupra produsului. Etichetele RFID și computerele de bord permit să se colecteze date asupra ciclului de viață al produsului în orice timp și în orice loc. Prin monitorizarea unui produs după ce părăsește fabrica, pe parcursul vieții sale utile, până ce este scos din uz sau reciclat, companiile vor avea mai multe informații cu care să îmbunătățească designul și să satisfacă necesitățile consumatorilor. Pentru produse complexe, monitorizarea poate fi asigurată cu dispozitive sofisticate de procesare a datelor de bord, care pot fi conectate la sensori sau actuatori pe produs. Acestea capturează evenimentele din ciclul de viață sau condiții specifice care pot influența produsul, de exemplu temperatura și presiunea.
Datele înregistrate de dispozitivele încorporate PEID permit monitorizarea performanței și siguranței în funcționare a produsului în operarea acestuia în lumea reală. Datele înregistrate de PEID pot fi accesate prin middleware PROMISE, PROMISE DATA SERVICES
 PROMISE Data Services este denumirea dată componentei middleware (software personalizat) a arhitecturii PROMISE care conectează diferitele sisteme într-o infrastructură PROMISE și asigură mijloacele pentru colectarea și comunicarea datelor din ciclul de viață.
Scopul arhitecturii PROMISE este de a asigura o infrastructură sigură pentru schimbul și procesarea datelor de management al ciclului de viață pentru toate fazele acestui ciclu, însă cu un accent particular pe îmbunătățirea accesibilității datelor ciclului de viață în timpul fazei de mijloc al vieții (MOL) și sfârșit al vieții (EOL), pentru a face aceste informații disponibile pentru faza de început (BOL).O componentă foarte importantă a aplicațiilor PROMISE este Managementul Cunoștințelor Datelor asupra Produsului (PDKM), care urmărește să integreze și să managerieze datele din toate fazele ciclului de viață, creând cunoștințe din informații. PDKM va încorpora date din dispozitivele PEID și din alte sisteme software, de exemplu date moștenite din CAD, CRM sau sisteme SCM, care sunt parte a infrastructurii IT a companiei. Dacă datele din aceste sisteme sunt necesare pentru generartea informațiilor specifice de suport al deciziei, acestea vor fi făcute disponibile pentru Sistemul de Suport al Deciziei (DSS) PROMISE.
Sistemul DSS PROMISE utilizează datele din PDKM pentru luarea deciziei referitoare la diferitele cicluri de viață ale unei entități individuale sau serii de entități : începutul de ciclu, mijlocul ciclului și sfârșitul ciclului.